# 5748 Дейвбрін
5748 Дейвбрін (5748 Davebrin) — астероїд головного поясу, відкритий 19 лютого 1991 року.
Тіссеранів параметр щодо Юпітера — 3,385.